# ルドラヴァルマン
ルドラヴァルマン2世（サンスクリット語: रुद्रवर्मन् २, ラテン文字転写: Rudravarman II, 生年不詳 - 758年?）は、チャンパ王国（林邑国）第4王朝の第9代（最後）の国王（在位：731年? - 758年?）。『唐会要』では盧陀羅（ベトナム語: Lô Đà La）、『冊府元亀』では盧陁（ベトナム語: Lô Đà）と記される。

## 生涯
734年6月に唐へ朝貢の使者を送った。同年の終わりに日本の遣唐判官であった平群広成らが謁見した「崑崙王」はルドラヴァルマン2世であると推測される。以降も735年3月・同年9月・748年3月に唐への朝貢を行い、749年9月の朝貢では真珠や黒沈香、鮮白の氎や馴象などを献じた。杜甫はこのことを題材に『越人献馴象賦』を書いた。750年3月にも唐へ遣使して象牙と真珠、白花氎を献じている。
ルドラヴァルマン2世の死後、チャンパの有力者たちはクラムカヴァムシャに属するパーンドゥランガのプリティヴィーンドラヴァルマンを新たに王と仰いだ（環王国）。

## 参考資料
- George Cœdès (May 1, 1968). The Indianized States of South-East Asia. University of Hawaii Press. ISBN 978-0824803681
- 石井米雄、桜井由躬雄 編『東南アジア史 I 大陸部』山川出版社〈新版 世界各国史 5〉、1999年12月20日。ISBN 978-4634413504。
- 『唐会要』巻九十八 林邑国
- 『続日本紀』巻第十三 聖武天皇 天璽国押開豊桜彦天皇
- 『冊府元亀』巻九百七十一 朝貢第四

| スタブアイコン | サブスタブ | この項目は、まだ閲覧者の調べものの参照としては役立たない、人物に関連した書きかけの項目です。この項目を加筆・訂正などしてくださる協力者を求めています（P:人物伝/PJ:人物伝）。 |